# Хамбургер, Кете
Кете Хамбургер (нем. Käte Hamburger; 21 сентября 1896, Гамбург — 8 апреля 1992, Штутгарт) — немецкий литературовед и философ. Была профессором в Штутгартском университете.

## Биография
Родилась 21 сентября 1896 в Гамбургея Германия. В 1922 году под руководством Клеменса Баымкера защитила докторскую диссертацию на тему «Schillers Analyse des Menschen als Grundlage seiner Kultur- und Geschichtsphilosophie. Ein Beitrag zum Problem des Individualismus, dargestellt auf Grund seiner philosophischen Schriften» получив докторскую степень. В 1934 году иммигрировала в Швецию, после изгнания её нацистами из-за своего еврейского происхождения, в Швеции жила до 1956 года, зарабатывая на жизнь работая журналистом и писателем. Вернувшись в Германию возобновила работу в университете. Её работа над исследованием онтологических статусов литературных объектов Die Logik der Dichtung: (1957; literally The Logic of Poetry, but an English translation bears the title The Logic of Literature), обеспечило ей признание в области литературной теории. С Эберхардом Леммертом и Францем Карлом Станцелем, Кете Хамбургер внесла вклад в переориентацию германистики в Германии в направлении рациональной и аналитической методологии.
Умерла 8 апреля 1992 года в Штутгарте на 95 году жизни.

## Память
Её именем названа улица «Käte-Hamburger-Weg» в университетском городоке Гёттинген. Также есть действующий семинар немецкой филологии посвященный Кете Хамбургер. Федеральное министерство образования и науки открыла программу финансирования гуманитарных наук в Центре гуманитарных исследований имени Кете Хамбургер. В Штутгартский университет вручает премию названную её именем Käte Hamburger Prize за выдающиеся бакалаврские диссертации по немецкой литературе. Один из залов духовного центра евангелической церкви Hospitalhof Stuttgart назван в её честь.

## Награды
- 1966: Орден «За заслуги перед Федеративной Республикой Германия»;
- 1980: Почетный доктор Университета Зиген[англ.];
- 1984: Орден Заслуг (Баден-Вюртемберг);
- 1989: Премия памяти Шиллера.

## Труды
- Thomas Mann und die Romantik: Eine problemgeschichtliche Studie (= Neue Forschung. Arbeiten zur Geistesgeschichte der german. und roman. Völker, Band 15), Berlin: Junker und Dünnhaupt 1932.
- Leo Tolstoi. Gestalt und Problem. Bern 1950; 2. Aufl. Göttingen 1963 (= Kleine Vandenhoeck-Reihe 159/160/161).
- Die Logik der Dichtung. 4. Aufl., Stuttgart 1994, ISBN 3-608-91681-4.
- Wahrheit und ästhetische Wahrheit. Ebd., 1979, ISBN 3-12-933230-8.
- Das Mitleid. Ebd., 1985, ISBN 3-608-91392-0, ISBN 3-518-01898-1.
- Heine und das Judentum. Vortrag gehalten in Stuttgart 18. März 1982 bei der Württembergischen Bibliotheksgesellschaft, ebd., 1982
- Zusammen mit Helmut Kreuzer: Gestaltungsgeschichte und Gesellschaftsgeschichte. Literatur-, kunst- und musikwissenschaftliche Studien. Festschrift für Fritz Martini. Metzler, Stuttgart 1969, ISBN 978-3-476-00089-7.